# Lyftingen
Lyftingen är en bergstopp i Antarktis. Den ligger i Östantarktis. Norge gör anspråk på området. Toppen på Lyftingen är 1 700 meter över havet, eller 195 meter över den omgivande terrängen. Bredden vid basen är 1,2 km.
Terrängen runt Lyftingen är platt österut, men västerut är den kuperad. Trakten är obefolkad. Det finns inga samhällen i närheten. 